# Cádiz
Cádiz [[ˈkaðiθ] sau [ˈkaðis] ] este capitala provinciei Cádiz, din regiunea autonomă Andaluzia, în sudul Spaniei și una dintre cele mai vechi așezări umane din Peninsula Iberică. Orașul are o populație de 118.048 locuitori.

## Istorie
Cádiz este unul dintre pretendenții la titlul de cel mai vechi oraș al Europei. Originile sale datează de pe vremea fenicienilor, iar legenda face legătura dintre întemeierea așezării și unul dintre miturile despre Hercule. Cádiz  a fost întemeiat în preajma anului 1104 î.Hr. sub forma coloniei feniciene Gadir (al cărui nume însemna pur și simplu "cetate". Locuitorii orașului își spun și astazi "gaditanos". 

Fenicienii au organizat aici un depozit de staniu, pe care-l aduceau din Marea Britanie. În anul 501 î.Hr., așezarea a fost ocupată de cartaginezi. Hamilcar și Hannibal și-au strâns aici flota de război. Romanii care au cucerit orașul în anul 206 î.Hr. l-au botezat Gades și au înființat aici o zonă "de liber schimb". În anul 49 î.Hr., Cádiz, pe atunci a treia capitală a Imperiului Roman (locuitorii săi erau cetățeni romani), a fost vizitat de însuși Iulius Cezar. 

Spre deosebire de alte orașe andaluze, stăpânirea maurilor, care s-a prelungit aproape 500 de ani (711 - 1262), nu și-a lăsat aproape deloc amprenta asupra arhitecturii orașului Cádiz. După descoperirea Americii, flota spaniolă a transportat în Europa toate comorile Lumii Noi, printre care și aurul incașilor și al aztecilor. Începând din anul 1717, când Filip al V-lea al Spaniei a strămutat de la Sevilla la Cádiz "Casa de Contratación de las Indias", agenția sa guvernamentală monopolistă care controla comerțul cu America, orașul de pe malul Atlanticului a început să se dezvolte într-un ritm susținut, ajungând la rangul de cel mai important port militar din Peninsula Iberică.

## Sport
Echipa de fotbal a orașului este Cádiz Club de Fútbol, echipă aflată actualmente in Segunda División.

## Sărbători
- Carneval de Cádiz, în februarie. Unică și cunoscută în întreaga lume, cu mulți vizitatori din întreaga lume. Highlights speciale: Chirigotas, Comparsas.
- Semana Santa
- Feria
- Trofeo Ramón de Carranza în august. Turneu de fotbal. La acest eveniment sunt 300.000 de oameni în oraș.
- Cádiz Tall Ship Race 26-29 iulie 2012. A 200-a aniversare a Constituției Democrate. La acest eveniment participă aproximativ 1.000.000 vizitatori.

## Obiective turistice

### Antichitate
- sarcofage feniciane din secolul al 5-lea î.Hr., la Museo de Cádiz
- Factoría de Salazones romana, a fost descoperit abia în anul 1995

### Evul Mediu
- Iglesia de Santa Cruz – vechea catedrală cu fundația zidurilor din secolul al XIII-lea

### Baroc
- Castelul Santa Catalina, sfârșitul secolului al XVI-lea
- Castelul San Sebastian, începutul secolului al XVIII-lea
- Catedrala (Catedral)  din secolul al XVIII-lea, cripta mormântul compozitorului Manuel de Falla, în unul din cele două turnuri (Torre Poniente) se poate urca.
- Oratoriul San Felipe Neri (Locul în care a fost constituită prima Constituția spaniolă) wurde) din secolul al XVII-lea
- Pestera sfântă (La Santa Cueva)  din secolul al XVIII-lea (cu picturi semnate de Francisco de Goya)
- * Torre Tavira, din 1994 cu Camera Obscura

### Secolul al XIX-lea
- teatrul (Gran Teatro Falla, numit după Manuel de Falla), stilul Neomudejar

### Secolul al XX-lea
- Plaza España, monument, care comemorează Cortes și Constituția din 1812
- Vechea baie comunală pe plaja orașului (Balneario de la Palma) din anii secolului al XX-lea.

### Alte obiective turistice
- Plaza de Mina, aici se află casa natală a lui Manuel de Falla și Museo de Cádiz, cu o secție arheologică și o colecție de picturi - printre care mai multe lucrări de Francisco de Zurbarán
- Museo de las Cortes de Cádiz
- Museo-Taller Litográfico

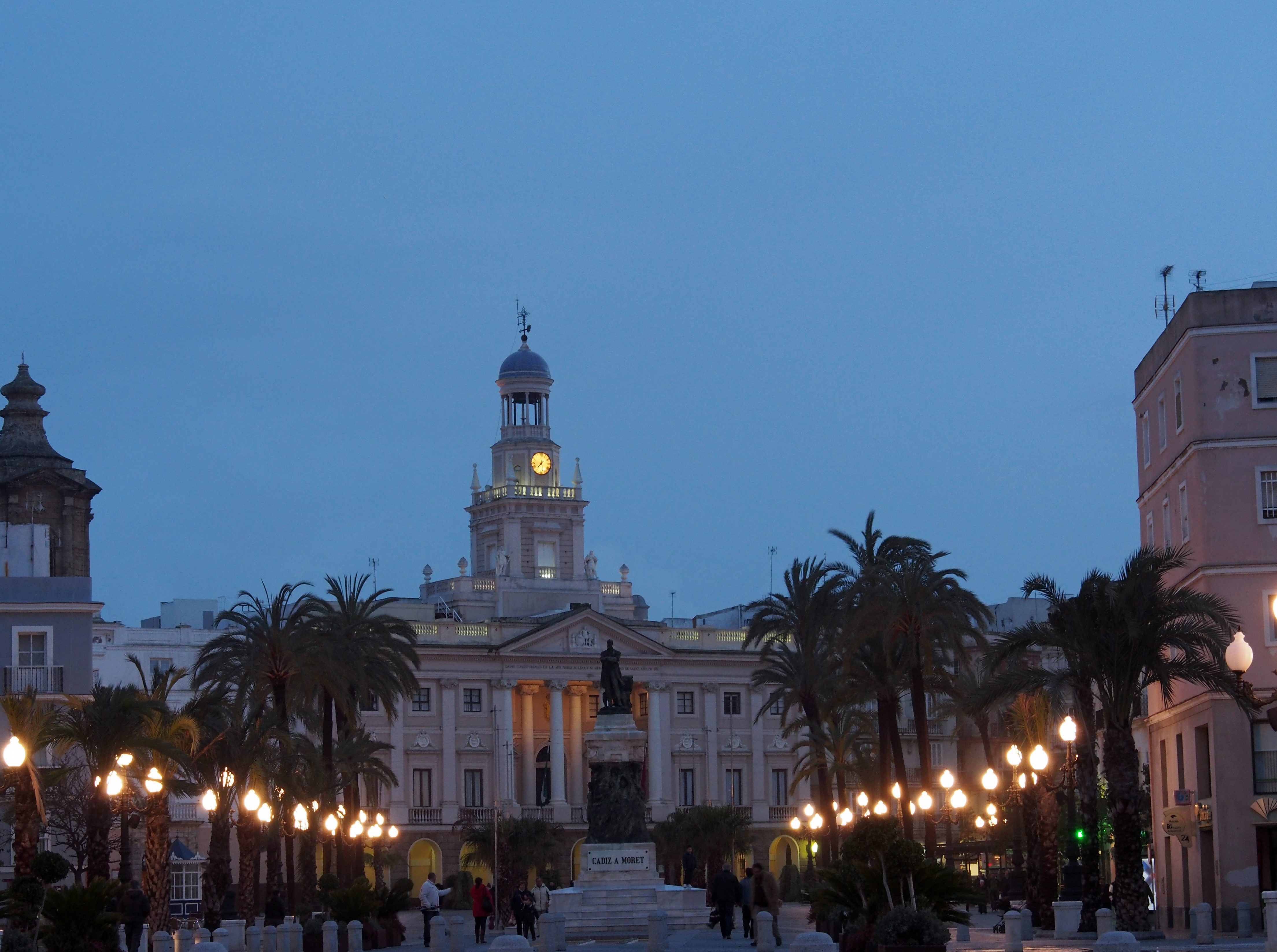
Primăria
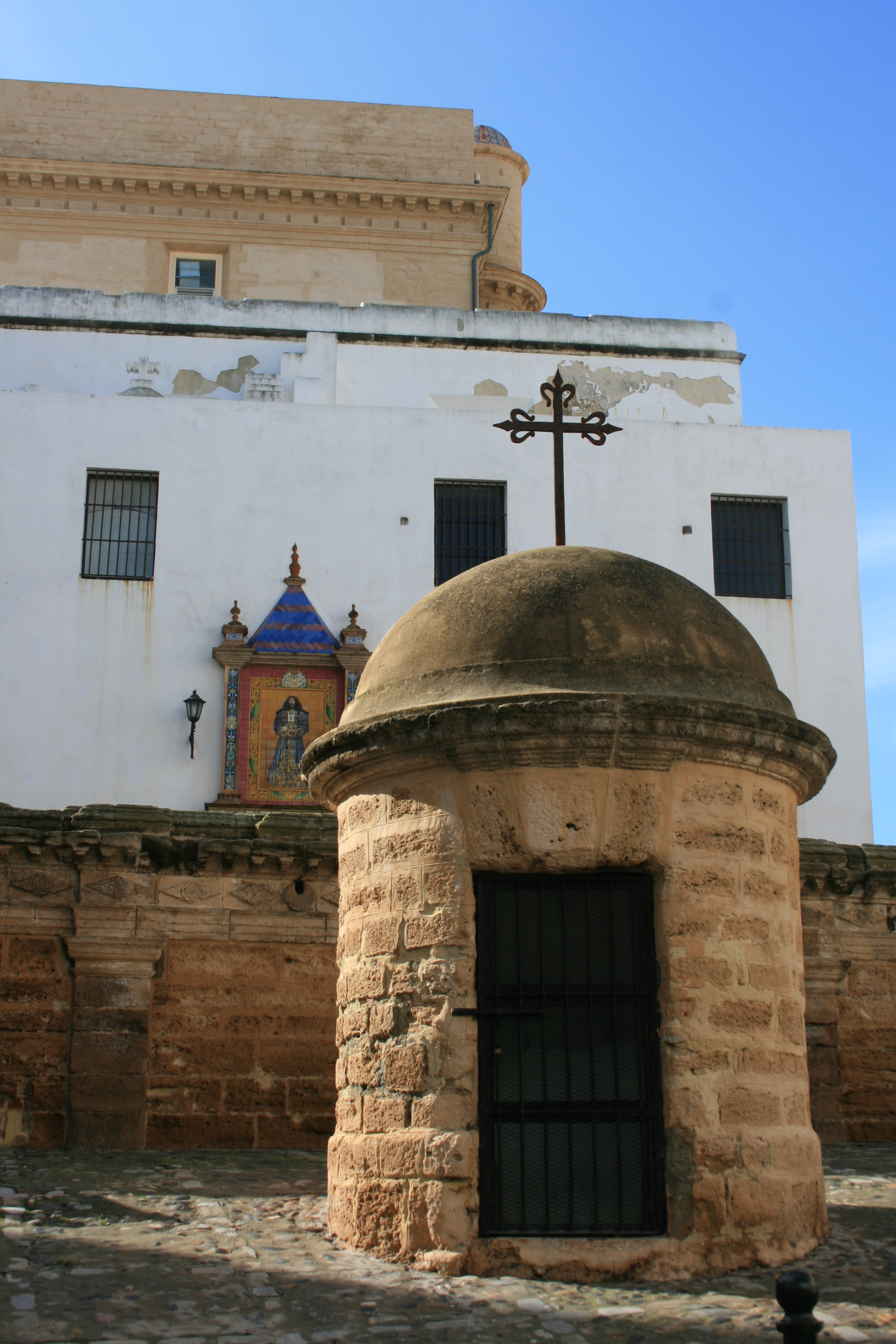
Vechea catedralăIglesia de Santa Cruz
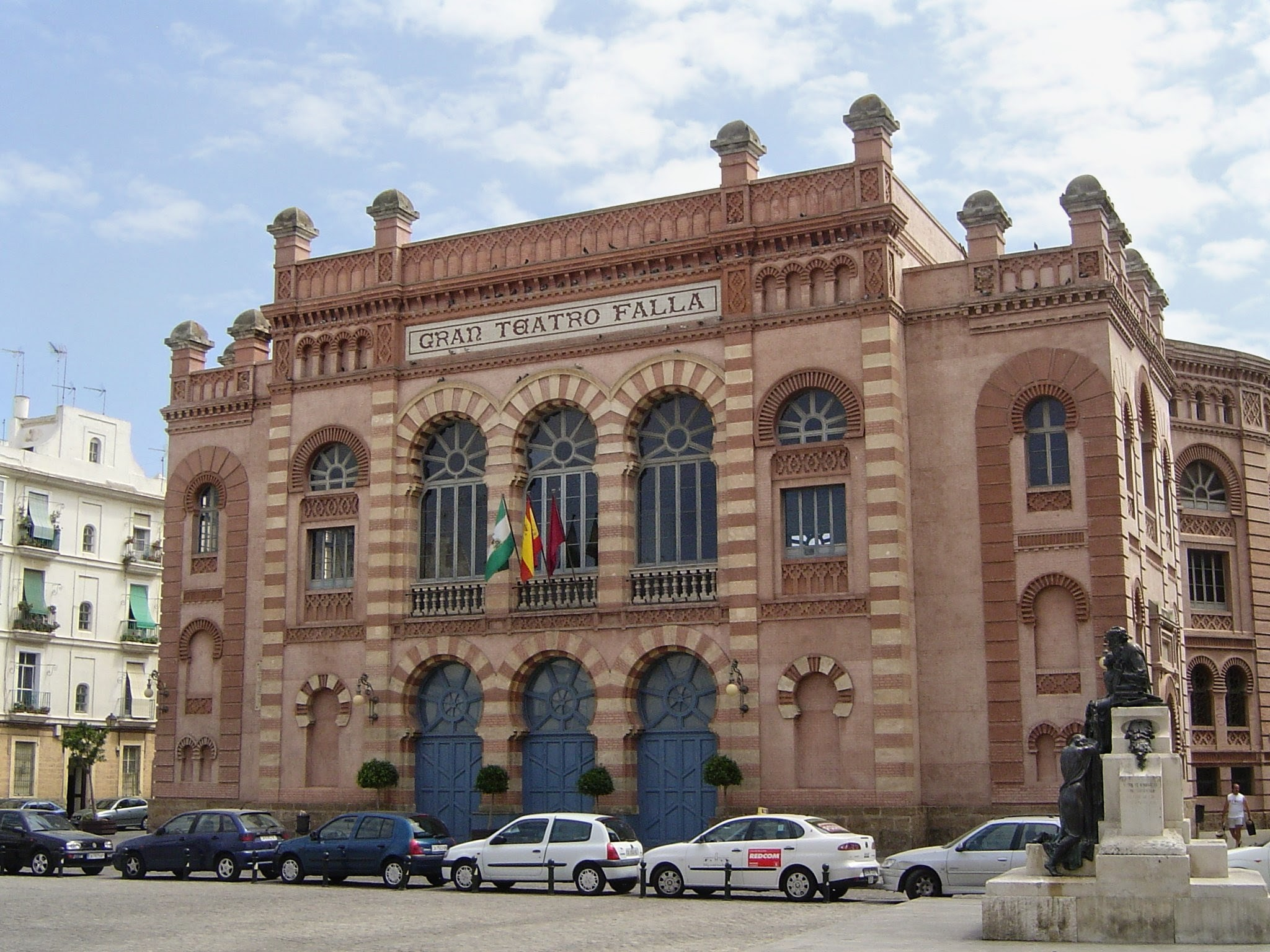
Teatrul Falla
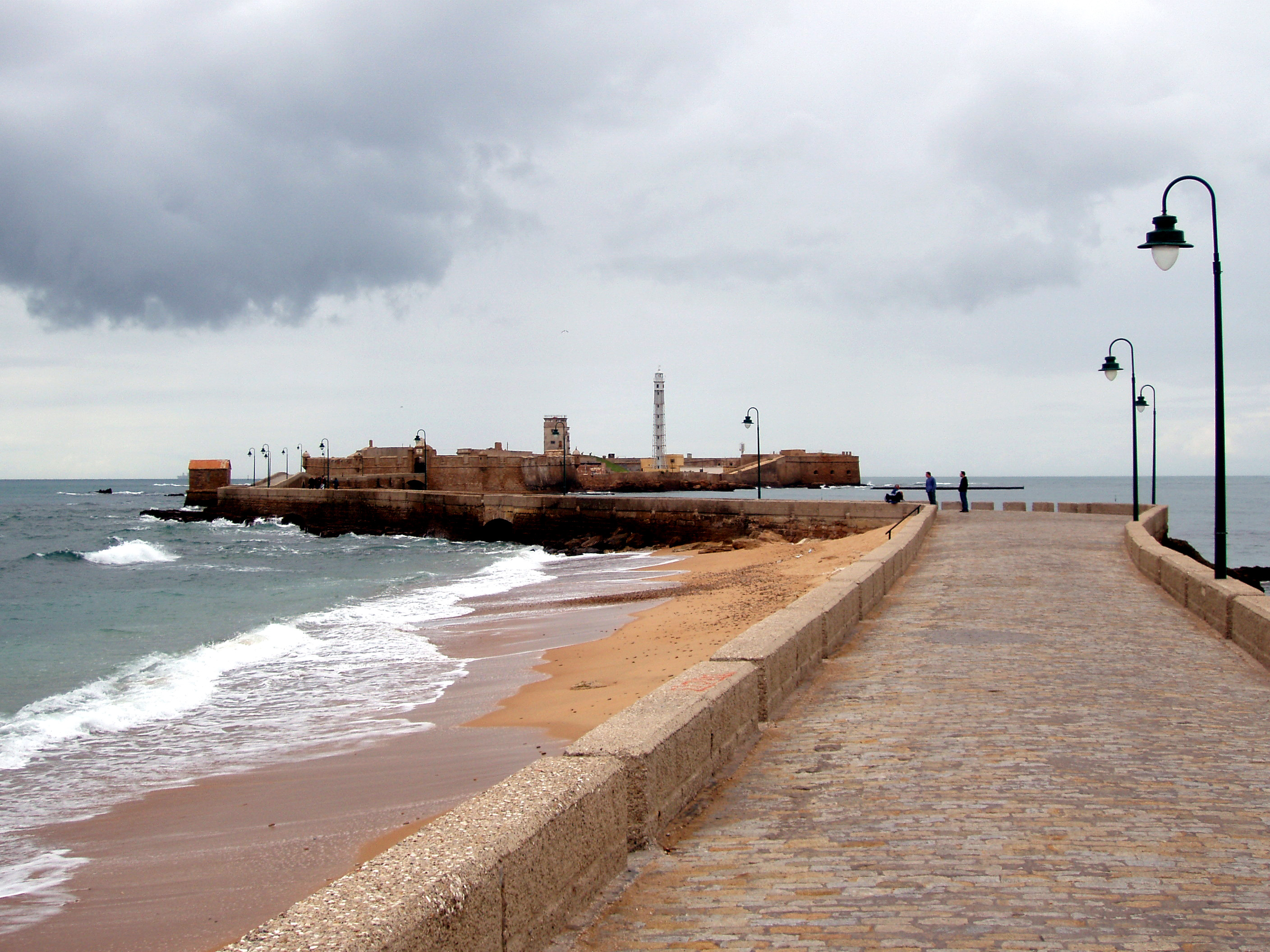
Castillo de San Sebastián
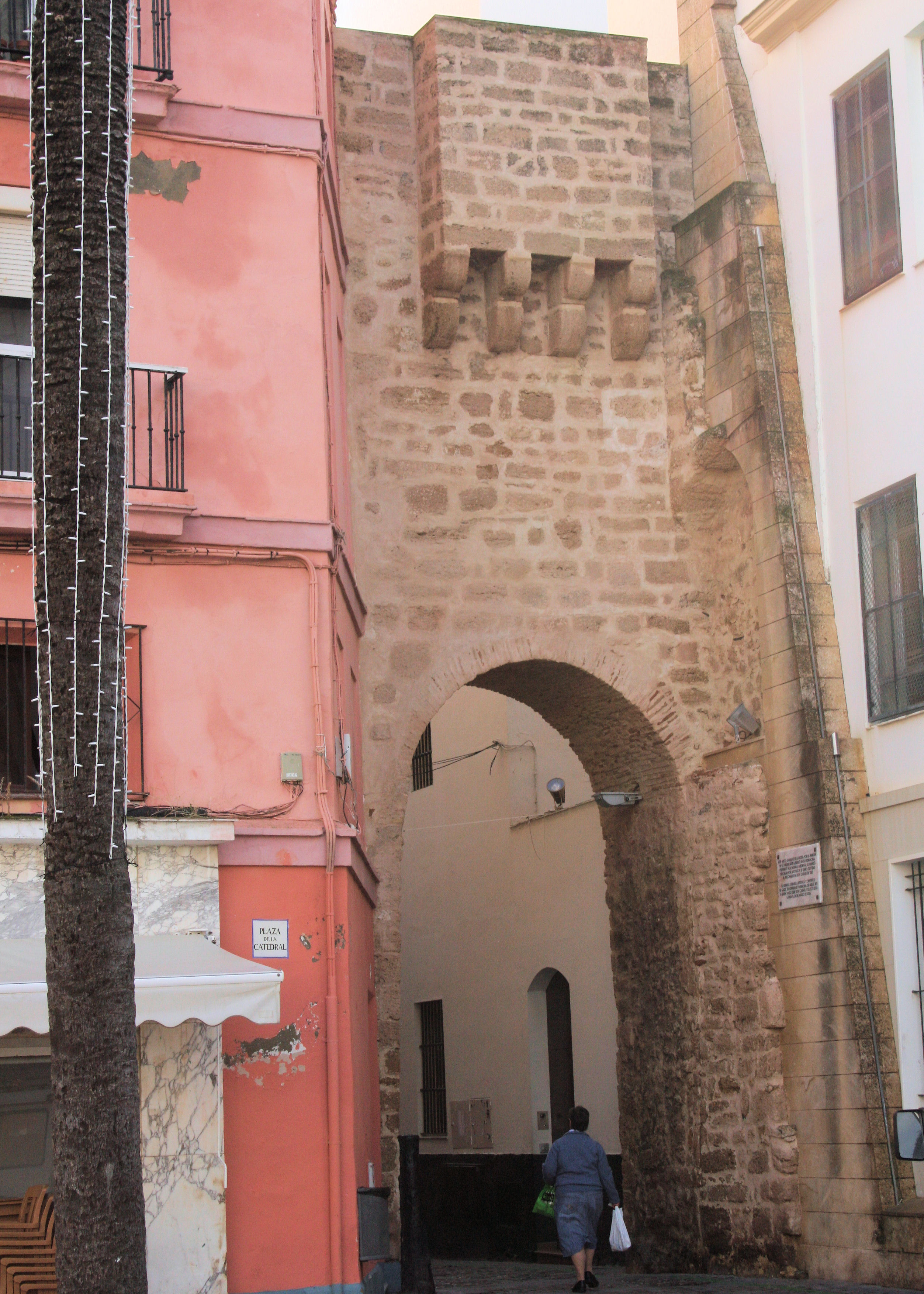
Una dintre porțile orașului vechi
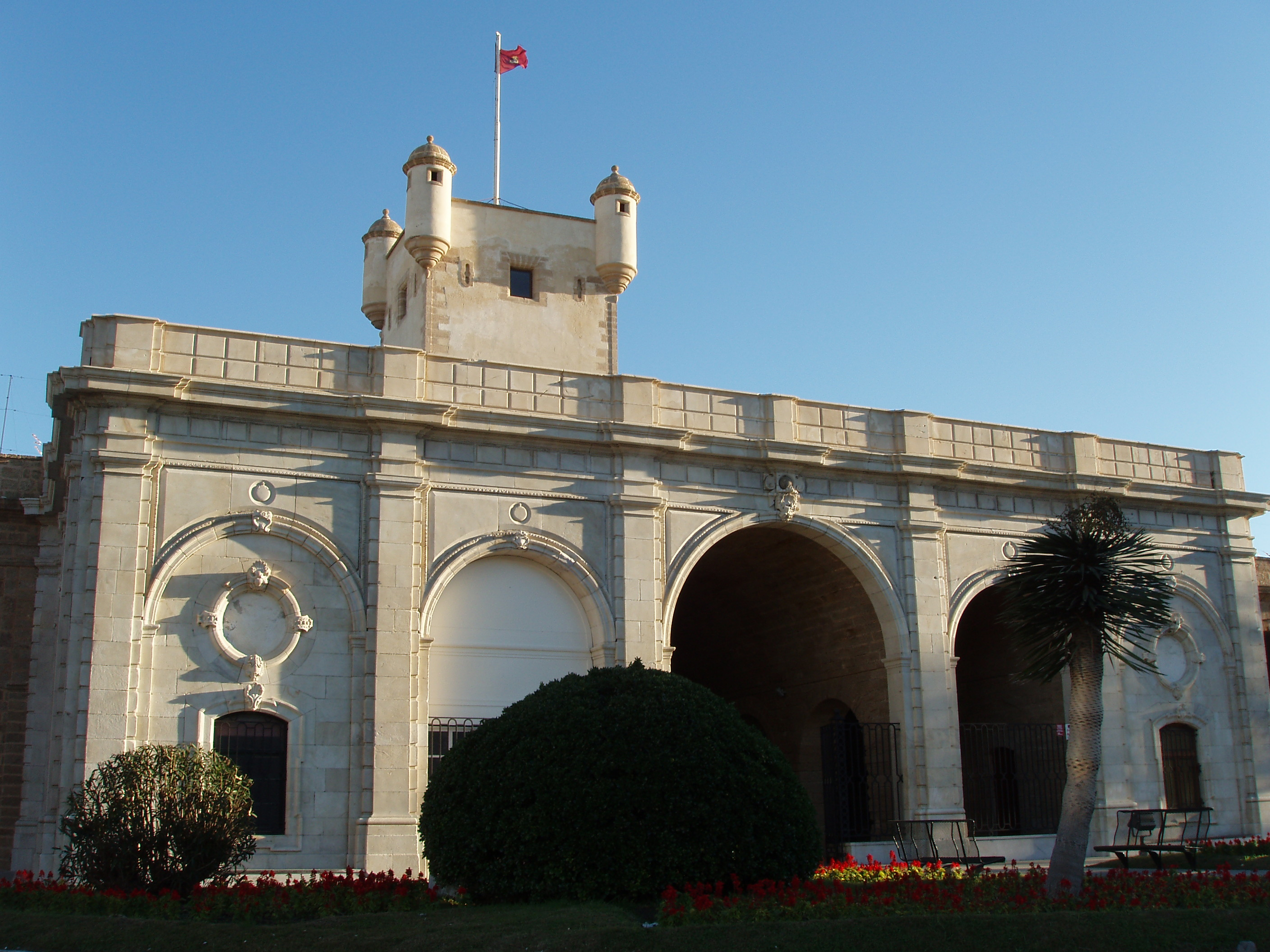
Poartea orașului
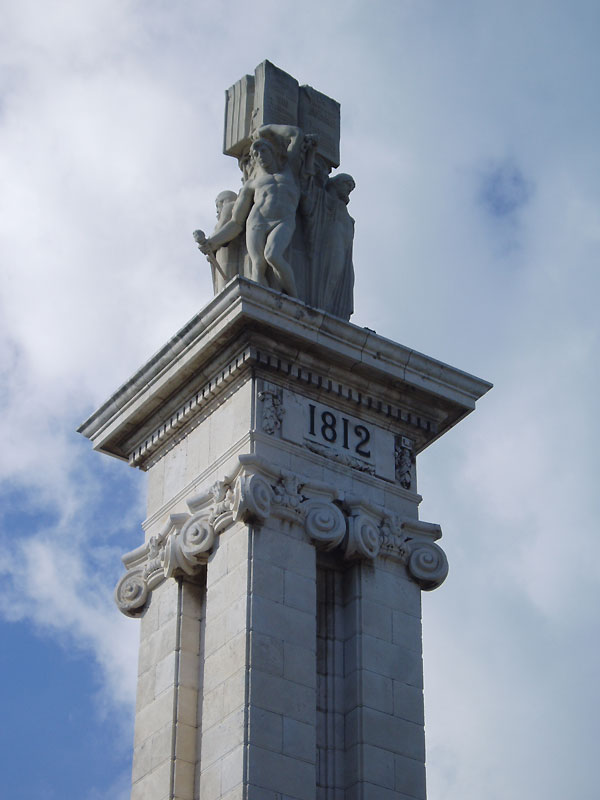
Monumentul constituției
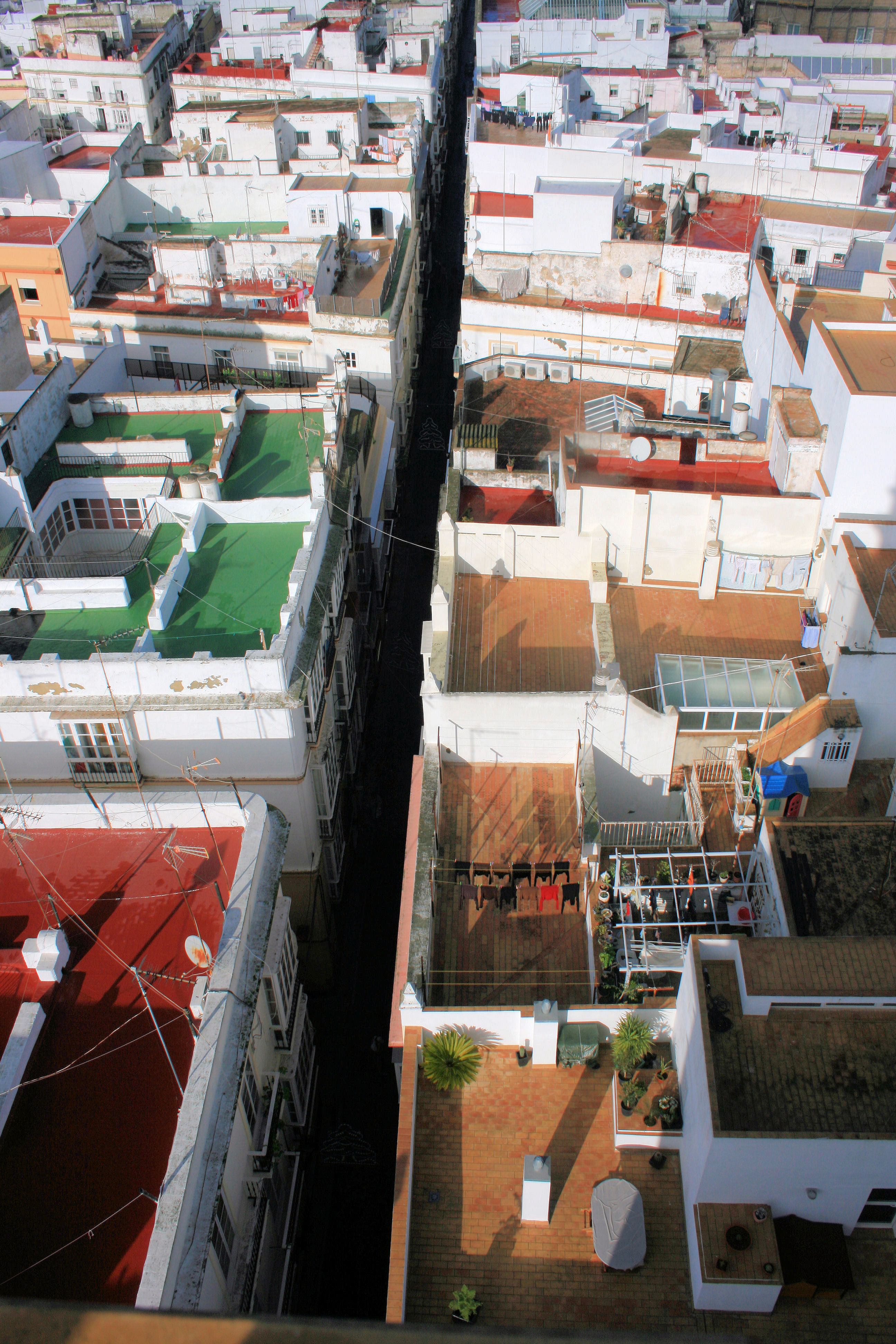
Vedere spre Torre Tavira
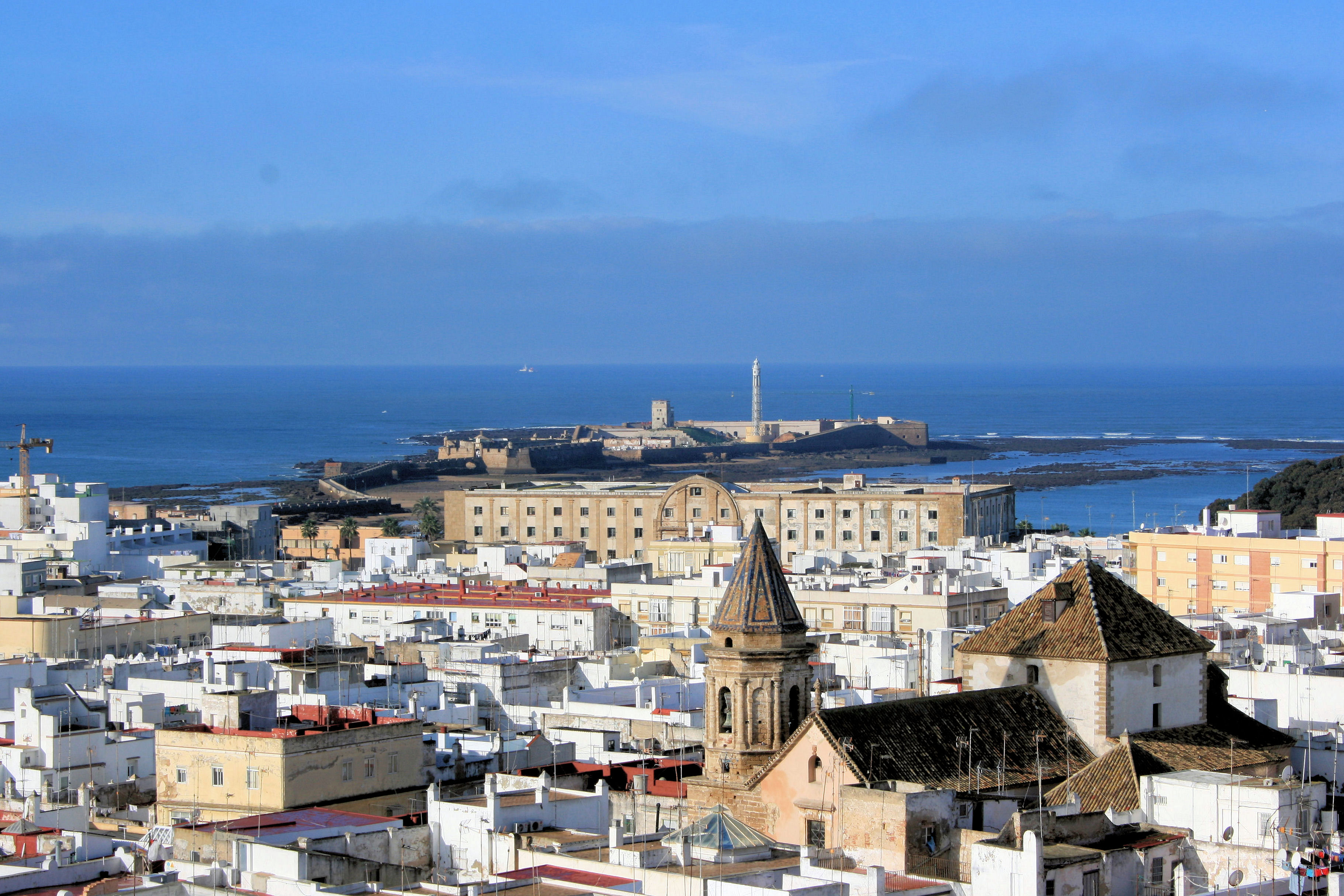
Vedere spre Torre Tavira de pe cetate
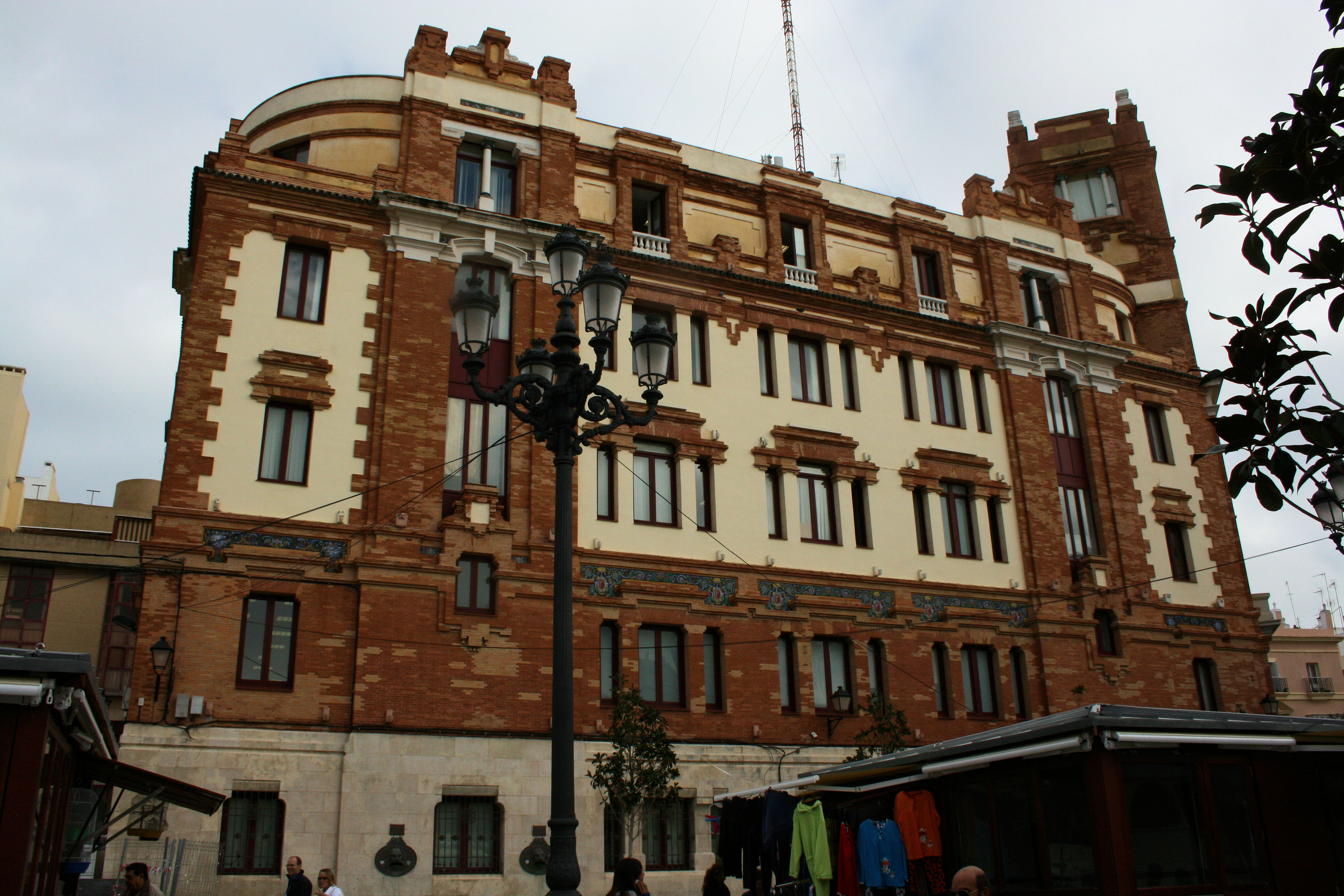
Clădirea poștei
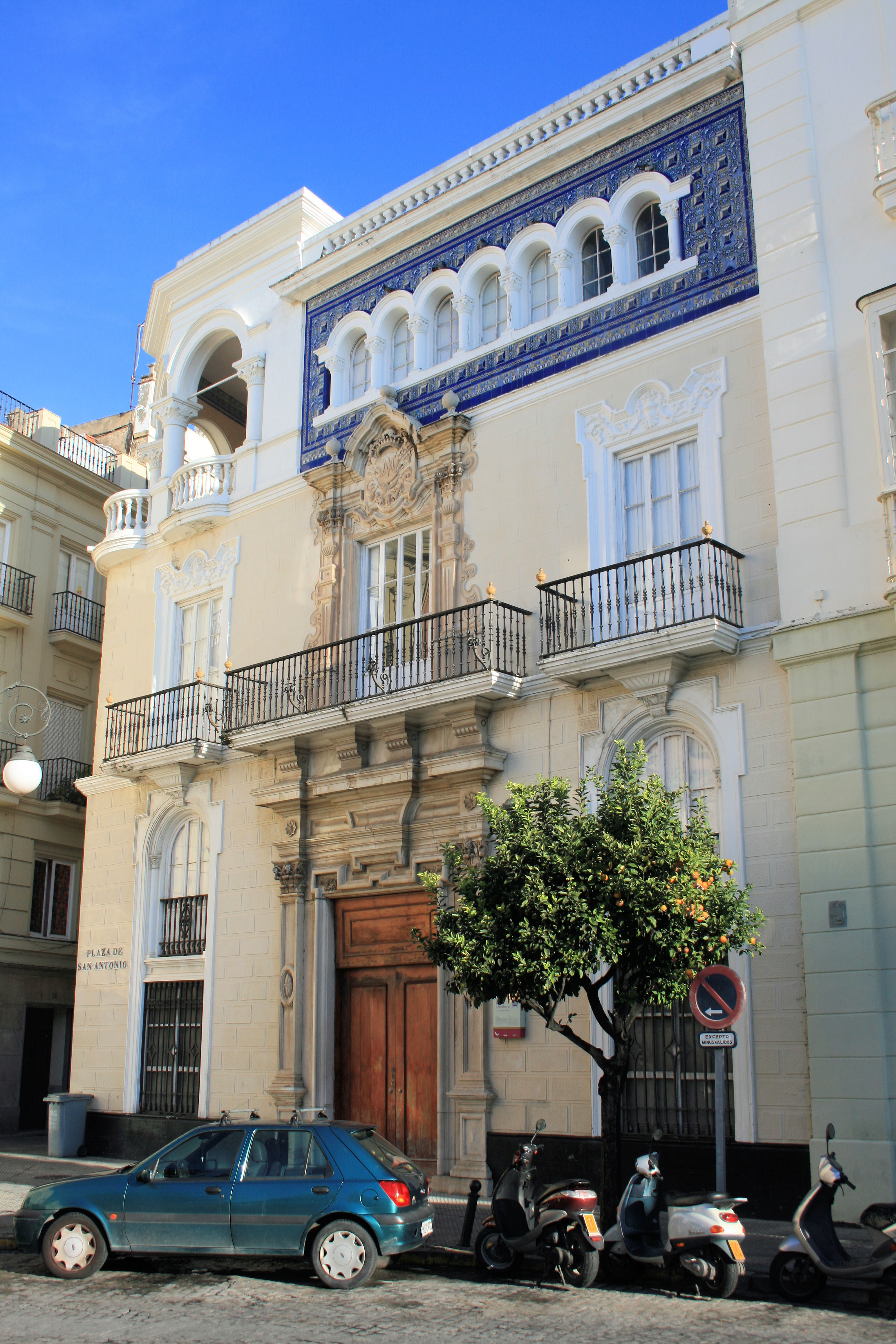
Casă din Plaza San Antonio
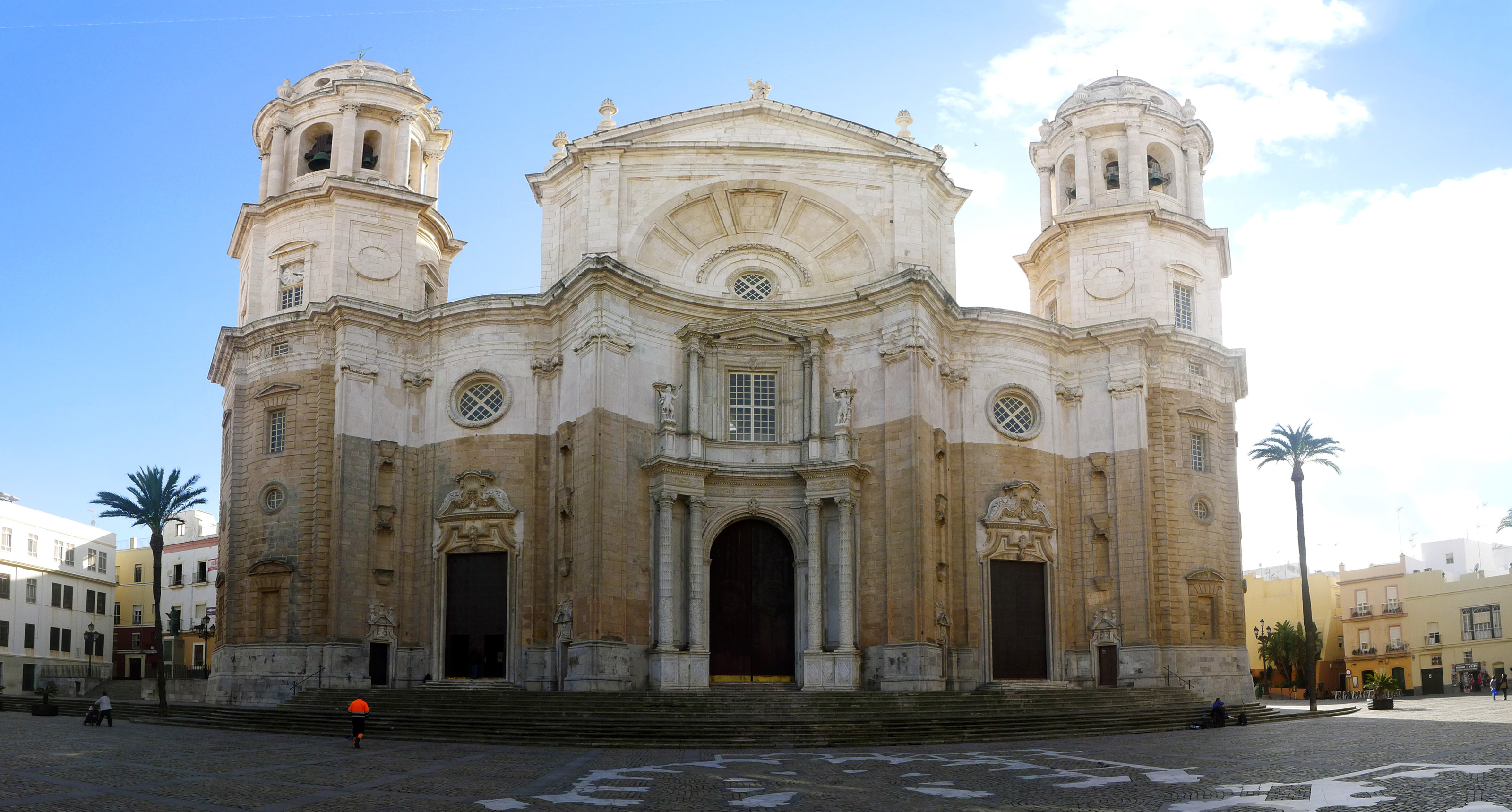
Vedere din față a Catedralei

## Turism
Cádiz este cunoscut mai ales pentru vacanțele de vară a locuitorilor din Spania. În lunile de vară, mii de familii din Madrid, Barcelona și multe alte locuri din toată Spania vin aici. O parte importantă a turismului de zi cu zi sunt numeroasele nave de croazieră,

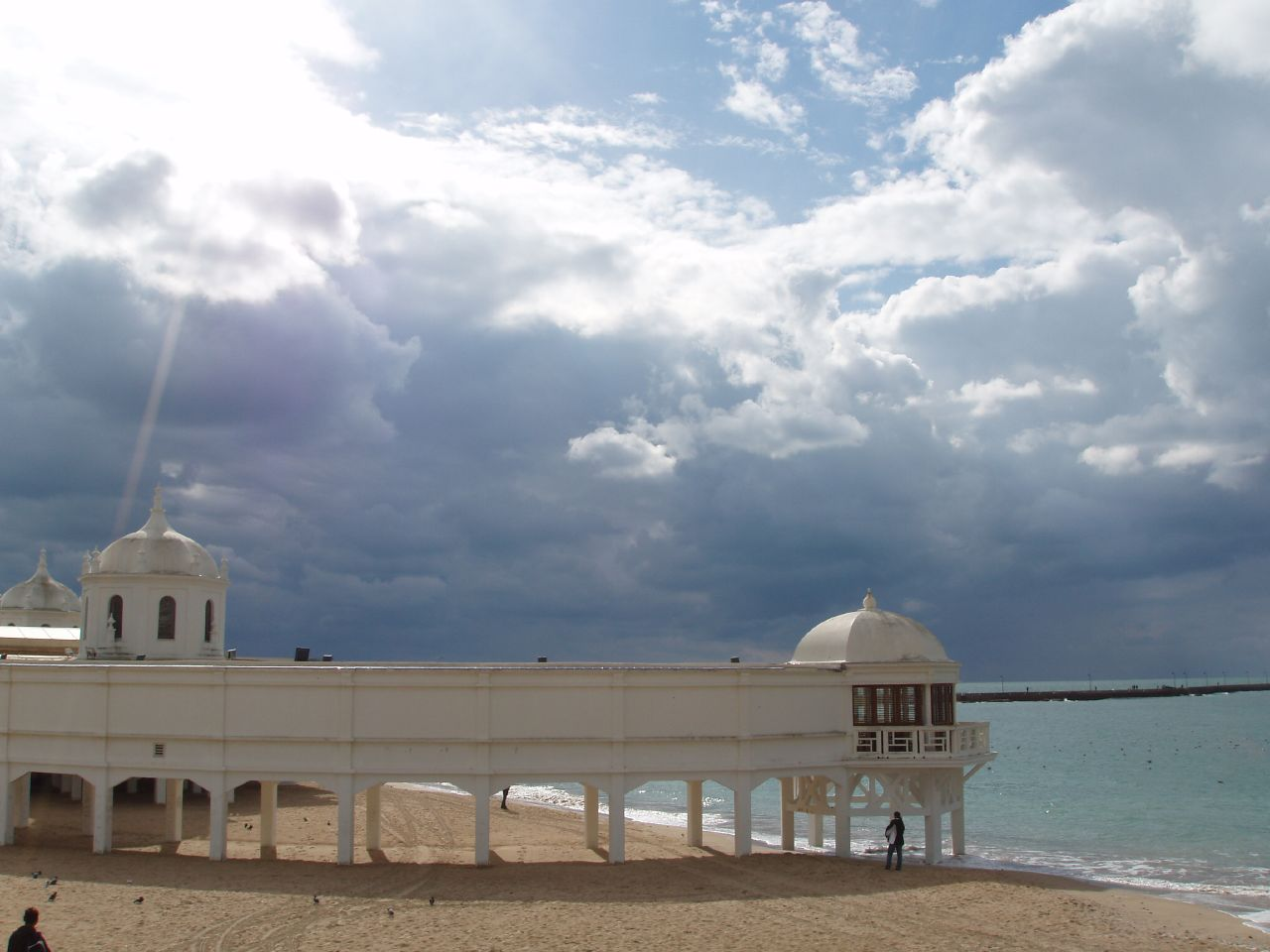
La Caleta

## Plaje
- Playa la Caleta
- Playa Santa María del Mar
- Playa de la Victoria
- Playa de la Cortadura

Plajele cu nisip fin, care au semnul Blue Flag sunt Playas La Caleta, La Cortadura (Poniente) și La Victoria.

## Personalități
- Columella (4 d.Hr. - c. 70), matematician roman;
- Juan Ruiz de Apodaca (1754 – 1835), ofițer naval;
- Francisco Javier de Istúriz (1790 – 1871), om politic;
- Fernando de la Puente y Primo de Rivera (1808 – 1867), cardinal;
- George Meade (1815 – 1872), ofițer american;
- Manuel Pavía (1827 - 1895), general;
- Emilio Castelar (1832 – 1899), președinte al Primei Republici Spaniole;
- José Antonio Cubiles Ramos (1894 – 1971), pianist;
- Justo Ruiz Luna (1865 – 1926), artist plastic;
- Manuel de Falla (1876 – 1946), compozitor;
- Anne Hidalgo (n. 1959), om politic;
- Chano Domínguez (n. 1960), pianist;
- Juanito (n. 1976), fotbalist;
- Ismael Falcón (n. 1985), fotbalist.